# Korona czeska

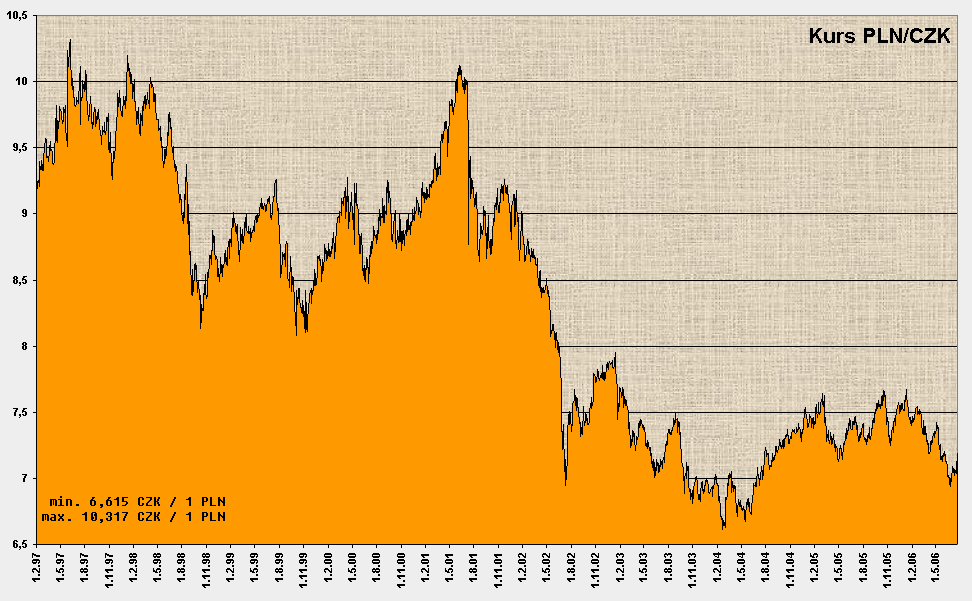
Kurs PLN/CZK 1.02.1997 – 21.07.2006

Korona czeska (cz. koruna česká, skrót Kč, skrót według ISO 4217: CZK) – jednostka monetarna Czech wprowadzona w 1993 roku, formalnie (nominały niższe od korony od 2009 roku nie są w obiegu) dzieląca się na 100 halerzy (czes. haléř lub halíř).
W obiegu są banknoty o nominałach: 100 Kč, 200 Kč, 500 Kč, 1000 Kč, 2000 Kč i 5000 Kč. Monety mają nominały: 1 Kč, 2 Kč, 5 Kč, 10 Kč, 20 Kč, 50 Kč.
Poprzednio były także w obiegu banknoty o nominałach 20 Kč (wycofany z dniem 31 sierpnia 2008), 50 Kč (wycofany został 1 kwietnia 2011),
W październiku 2003 wycofano z obiegu monety 10 halerzy i 20 halerzy. Monetę o nominale 50 halerzy wycofano z obiegu w dniu 31 sierpnia 2009. Wartość 50 Kč występowała w postaci monety i banknotu do 1 kwietnia 2011.
1 kwietnia 2007 roku wprowadzono do obiegu zmodernizowane banknoty korony czeskiej o nominałach 100 Kč, 200 Kč i 500 Kč, wyposażone w nowe zabezpieczenia, w tym szersza nitka zabezpieczająca. Kolejne banknoty o nominałach 1000 Kč i 2000 Kč wprowadzono 1 lipca 2007 roku, a banknot o nominale 5000 Kč – 1 grudnia 2009 roku. Banknoty z poprzedniej serii (wydane w latach 1995–1999), charakteryzujące się cienką nitką zabezpieczająca, zostały całkowicie wycofane z obiegu 1 lipca 2022 roku.
W Republice Czeskiej i w Republice Słowackiej po rozpadzie Czechosłowacji najpierw obowiązywała unia monetarna i wspólna waluta korona czechosłowacka. Wkrótce jednak okazało się, że ze względów gospodarczych nie można jej dłużej utrzymywać i od 8 lutego 1993 wprowadzono dwie waluty: korona czeska (CZK) i korona słowacka (SKK). Najpierw na federalnych banknotach umieszczono czeskie lub słowackie znaczki, później każde z państw drukowało własne banknoty. Federalne monety po rozpadzie unii obowiązywały w obu państwach, dopóki nie wyprodukowano wystarczającej ilości nowych monet.

## Nominały

### Monety
| Nominał | Grafika | Materiał                                                                                     | Średnica | Grubość | Waga   |
| ------- | ------- | -------------------------------------------------------------------------------------------- | -------- | ------- | ------ |
| 1 Kč    |         | Stal pokryta niklem                                                                          | 20 mm    | 1,85 mm | 3,6 g  |
| 2 Kč    |         | Stal pokryta niklem                                                                          | 21,5 mm  | 1,85 mm | 3,7 g  |
| 5 Kč    |         | Stal pokryta niklem                                                                          | 23 mm    | 1,85 mm | 4,8 g  |
| 10 Kč   |         | Stal pokryta miedzią                                                                         | 24,5 mm  | 2,55 mm | 7,62 g |
| 20 Kč   |         | Stal pokryta cynkowaną miedzią                                                               | 26 mm    | 2,55 mm | 8,43 g |
| 50 Kč   |         | Zewnętrzny pierścień: stal pokryta miedzią Wewnętrzny krążek: stal pokryta cynkowaną miedzią | 27,5 mm  | 2,55 mm | 9,7 g  |

### Banknoty
| Awers | Rewers | Nominał | Wymiary     | Kolor        | Opis awers        |
| ----- | ------ | ------- | ----------- | ------------ | ----------------- |
|       |        | 100 Kč  | 140 x 69 mm | Zielony      | Karol IV          |
|       |        | 200 Kč  | 146 x 69 mm | Pomarańczowy | Jan Ámos Komenský |
|       |        | 500 Kč  | 152 x 69 mm | Szary        | Božena Němcová    |
|       |        | 1000 Kč | 157 x 74 mm | Fioletowy    | František Palacký |
|       |        | 2000 Kč | 164 x 74 mm | Szarozielony | Ema Destinnová    |
|       |        | 5000 Kč | 170 x 74 mm | Niebieski    | Tomáš Masaryk     |

## Korona czeska a euro
Czechy są zobligowane do przyjęcia euro i zastąpienia nim korony czeskiej. Czechy nie należą do ERM II, ale spełniają formalne warunki przyjęcia euro. W 2014 roku inflacja w Czechach wyniosła 0,4%. Ze względu na bardzo niskie poparcie społeczne dla wprowadzenia euro, czescy politycy nawet nie deklarują wstępnej daty przyjęcia euro.